# Planodema freyi
Planodema freyi är en skalbaggsart som beskrevs av Stefan von Breuning 1955. Planodema freyi ingår i släktet Planodema och familjen långhorningar. Inga underarter finns listade i Catalogue of Life.